# Kayo

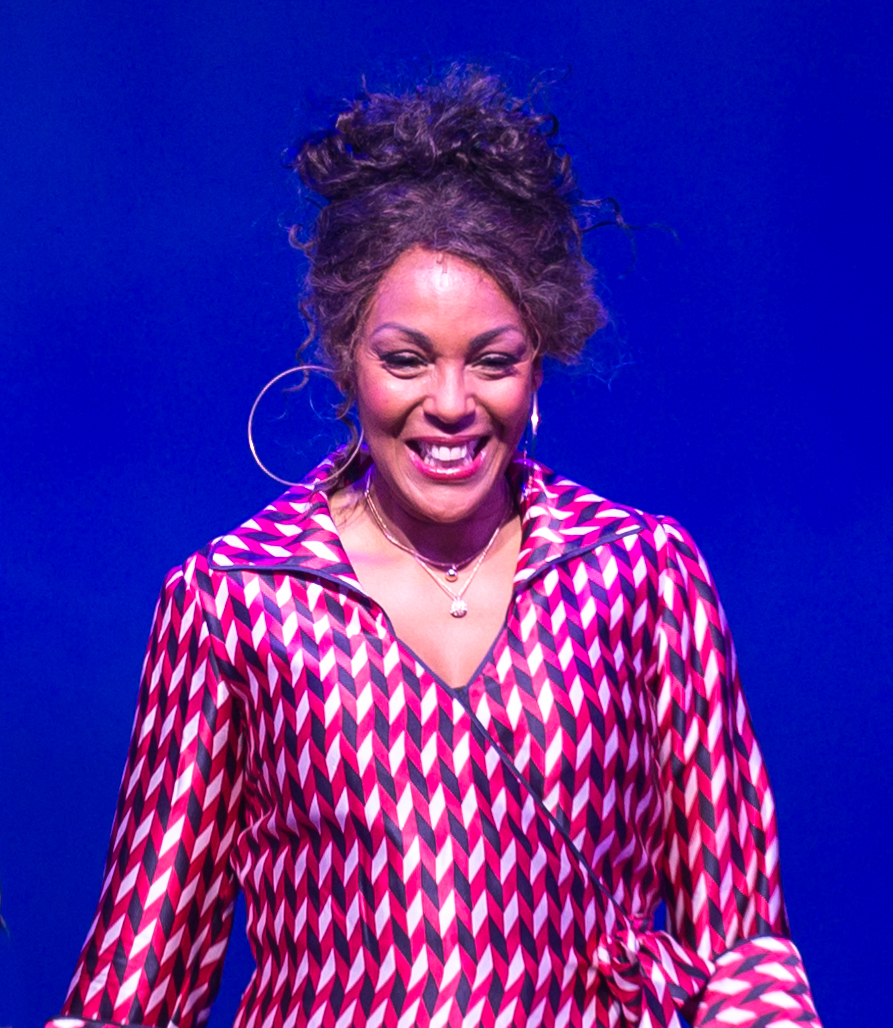
Kayo i musikalen "Häxorna i Eastwick" på Cirkus i Stockholm 2019.

Kayode Maria Söderberg Shekoni, känd som Kayo, född 17 april 1964 i Järfälla norra kyrkobokföringsdistrikt, Stockholms län, är en svensk sångerska, dansare, skådespelare och programledare i TV. Hon är känd som programledare i Fångarna på fortet och som medlem i gruppen Afro-Dite.

## Biografi

### Sångerska
I sin tidiga karriär var hon från 1980 medlem av popgruppen Freestyle, men hoppade av precis före gruppens stora genombrott 1981.
Kayo var en av de första sångerskorna i den våg av dansmusik som kom i slutet av 1980-talet, främst visat på det första albumet, Kayo, som kom 1990 på SweMix och innehöll singlarna "Another Mother" och "Change of Attitude".
Uppföljaren Kärleksland släpptes 1993 med texter och musik av Orup, där den största hiten blev "Om natten". Låtens musikvideo väckte viss uppmärksamhet då hon visade sig helt naken i en sandkuliss i en fotostudio. I vissa sekvenser har hon ormskinnskläder i Mexikanska havet. Under 1990-talet och början av 2000-talet släppte Kayo skivor som medlem i grupperna Le Click, Out There och La Bouche. Med Le Click var Kayo på en världsturné och var bland annat förband till Backstreet Boys.
Kayo var en av medlemmarna i popgruppen Afro-Dite som också består av Gladys Del Pilar och Blossom Tainton.

#### Melodifestivalen
Hon deltog i Melodifestivalen 2002 som medlem i gruppen Afro-Dite som vann med låten "Never Let It Go". Afro-Dite ställde även upp i Melodifestivalen 2003 med låten "Aqua Playa" som slutade sjua i finalen. Tio år efter debuten i tävlingen gjorde de comeback i Melodifestivalen 2012 med låten "The Boy Can Dance" som inte gick vidare från sin delfinal i Växjö. Som soloartist ställde Kayo upp i Melodifestivalen 2006 med låten "Innan natten är över", men låten gick inte vidare från delfinalen.

### Skådespelare

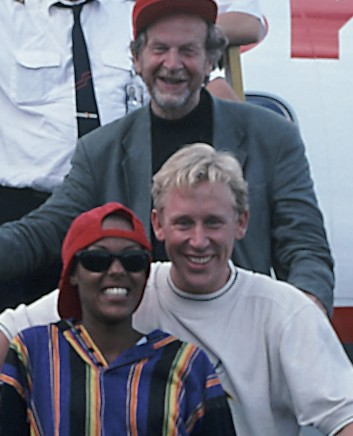
Stig Ossian Ericson, Gunde Svan och Kayo.

Som skådespelare har hon haft rollen som Angelica Bremling i filmen Pillertrillaren 1994 och samma år gjorde hon den svenska rösten som Nala i Disneyfilmen Lejonkungen där hon även sjöng i duett med Frank Ådahl.
Kayo medverkade 2016 i Riksteaterns uppsättning av En Druva i Solen. Hon medverkade under 2019 i musikalen Häxorna i Eastwick på Cirkus, Stockholm där hon bland annat spelade mot Peter Jöback. Kayo medverkade i uppsättningen Varsel på Uppsala stadsteater som skulle haft premiär hösten 2020, men på grund av Covid-19 blev premiären inställd. År 2023 spelade hon Puck i The Fairy-Queen i regi av Josette Bushell-Mingo, hennes första operaroll.

### Programledare
Kayo efterträdde Agneta Sjödin som programledare för Fångarna på fortet för säsong från hösten 1994 till våren 1997, tillsammans med Gunde Svan. Under 2006–2007 var Kayo en av programledarna i TV4:s Förkväll, som sändes varje vardagskväll. Under första säsongen var hon i stort sett med varje sändning, under andra säsongen främst på fredagarna.

## Diskografi

### Album
- Kayo 1990
- Kärleksland 1993
- Kärleksland (japansk utgåva) 1994
- Out There Featuring Kayo 1996
- Le Click Featuring Kayo (enbart utgiven i USA och Tyskland) 1997
- Never Let It Go (med Afro-Dite) 2002
- Sisters in Crime 2016

### Singlar
- Vill ha dej (med Freestyle) 1980
- Time's On My Side (med The Supereffect) 1984
- Hot Stuff (med Stanton Klub) 1988
- Hon sa (med Anders Glenmark) 1990
- Natural Experience (enbart utgiven i England) 1990
- Säg vad du vill/Tid för mig (med Jean-Paul Wall) 1990
- Change of Attitude 1990 #16
- Another Mother 1990 #3
- Gimme Your Love 1991
- Brother 1991
- Do You Know (med Lab 5) 1991
- Thing Called Love (med Natural Experience) 1990
- Don't Leave Me (med Natural Experience) 1990
- Om natten 1993 #10
- Sommar 1993
- Kärleksland 1993
- Torka dina tårar 1994
- Om du vill ha mig som jag är 1994
- Let It Begin - Peace in Mind (med Out There) 1996
- These Honest Hands (med Out There) 1996
- Call Me (med Le Click) 1997
- Call Me-New Mixes (med Le Click) 1997
- Don't Go (med Le Click) 1997
- Voodoo Fever (med Le Click) 1997
- Show Me (med Le Click) 1997
- Tell Me That You Want Me (med Le Click) 1997
- Something to Dream Of (med Le Click) 1997
- If I Can't Have You (med LFO) 1998
- Wannabe (Somebody Special) 1998
- Never Let It Go (med Afro-Dite) 2002
- Rivers of Joy/Shining Star (med Afro-Dite) 2002
- I Love Clubbers (med Clubbers International) 2002
- Turn It Up (med Afro-Dite) 2002
- Aqua Playa (med Afro-Dite) 2003
- In Your Life (med La Bouche) 2003
- Innan natten är över 2006
- (If It Makes You) Feel Good 2007
- I Am What I Am (med Afro-Dite och Jonas Hedqvist 2011
- The Boy Can Dance (med Afro-Dite) 2012
- You Got The Look (Foxy) 2012
- Freeze 2016
- Do You Love Me 2021
- Never Let It Go 2022 (med Afro-Dite, remix av SoundFactory) 2022
- We're Back (med Afro-Dite) 2022
- Every Queen (med Robert Fux) 2023

## Scenkonst

### Roller (ej komplett)
| År     | Roll                 | Produktion                                                                 | Regi                  | Teater                                          |
| ------ | -------------------- | -------------------------------------------------------------------------- | --------------------- | ----------------------------------------------- |
| 2016   | Lena Younger         | En druva i solen (A Raisin in the Sun) Lorraine Hansberry                  | Josette Bushell-Mingo | Riksteatern                                     |
| 2018   |                      | Taube Today Nikolaj Cederholm                                              | Nikolaj Cederholm     | Uppsala stadsteater                             |
| 2019   | Alexandra Spofford   | Häxorna i Eastwick (The Witches of Eastwick) John Dempsey och Dana P. Rowe | Rachel Kavanaugh      | Cirkus, Stockholm                               |
| (2020) |                      | Varsel Dominique Morisseau                                                 | Josette Bushell-Mingo | Uppsala stadsteater i samarbete med Riksteatern |
| 2021   | Leila Ragueneau      | Cyrano de Bergerac Martin Crimp                                            | Alexander Mørk-Eidem  | Kulturhuset Stadsteatern                        |
| 2022   |                      | Den omättliga vägen (The famished road) Ben Okri                           | Josette Bushell-Mingo | Dramaten                                        |
| 2023   | Puck                 | The Fairy-Queen                                                            | Josette Bushell-Mingo | Drottningholms slottsteater                     |
| 2023   | Nunzia Cerullo m.fl. | Min fantastiska väninna (L'amica geniale) Elena Ferrante                   | Maria Sid             | Kulturhuset Stadsteatern                        |